# Tycherus coriaceus
Tycherus coriaceus là một loài tò vò trong họ Ichneumonidae.